# Gap (Francia)
Gap è un comune francese di 41 528 abitanti capoluogo del dipartimento delle Alte Alpi della regione della Provenza-Alpi-Costa Azzurra, distante 100 chilometri dal confine italiano. La città ha ottenuto il titolo Città alpina dell'anno 2002.

## Geografia
La cittadina, situata all'interno della regione alpina francese, è attraversata dal fiume Luye, affluente di destra della Durance. Si trova a 103 chilometri a sud di Grenoble, 151 chilometri a nord di Aix en Provence, a 160 chilometri a est di Valence.

## Storia
Dai ritrovamenti archeologici sappiamo che i dintorni di Gap videro la presenza dell'uomo fin dall'età del bronzo.
Sebbene la zona fosse già abitata in precedenza da tribù liguri e celtiche, la fondazione di Gap viene fatta risalire ai primi anni dopo la nascita di Cristo. Solo allora, infatti, i legionari romani fondarono — nel luogo dove ora sorge Gap — Vapincum, una stazione difensiva situata sulla Via Cozia che collegava Torino con la valle del Rodano.

### Simboli
La città fu sede vescovile dal IV secolo e i vescovi erano signori di Gap con il titolo di conte, affiancando così al potere civile il potere ecclesiastico. Questa diarchia è rappresentata dalle quattro torrette nello stemma cittadino: le due centrali coperte dal tetto evocano il potere ecclesiastico, le altre due il potere civile. Vengono inoltre ricordate le quattro porte che consentivano l'ingresso in città: Colombe, Jaussade, Lingnole e Saint-Arey.

## Monumenti e luoghi d'interesse

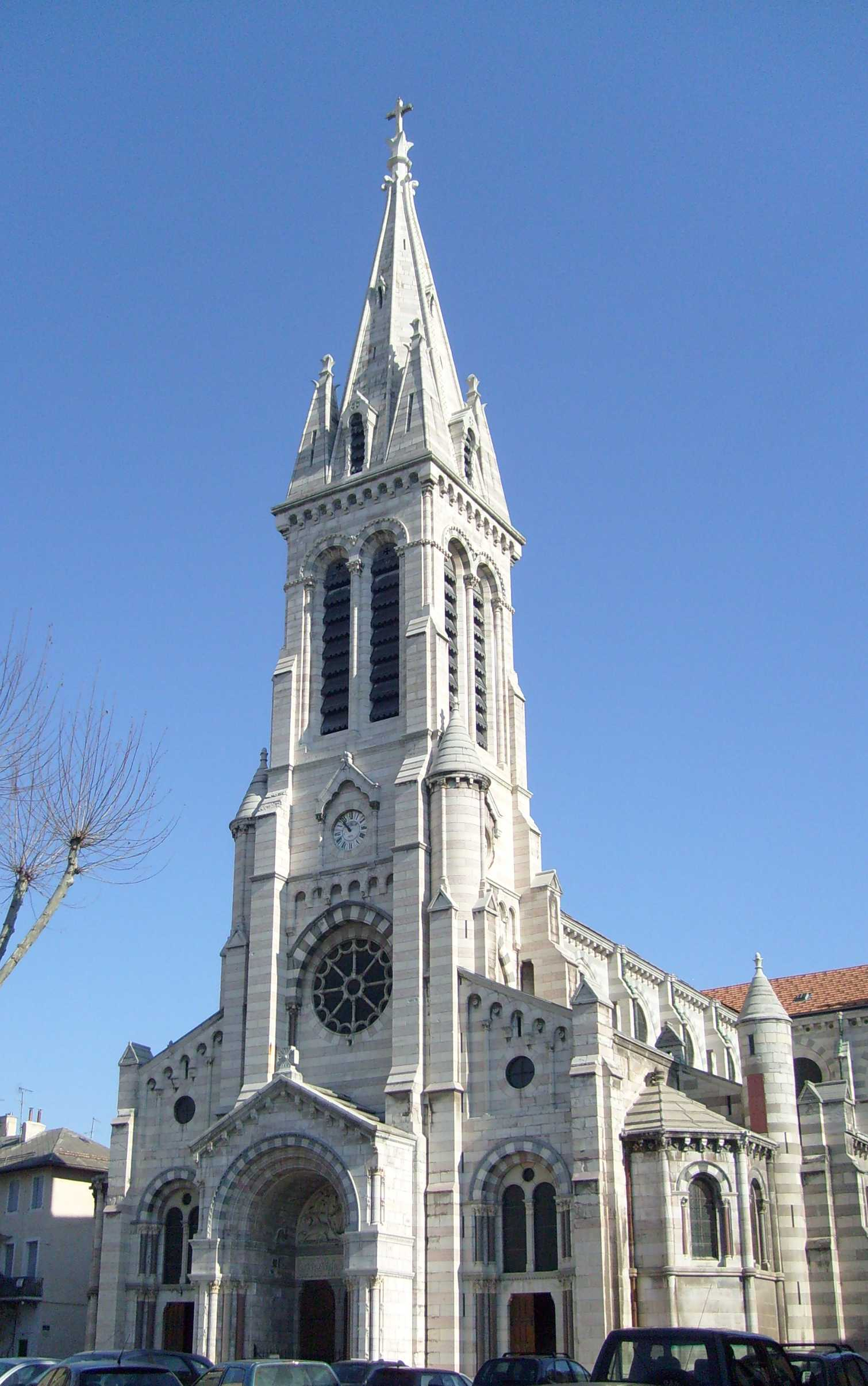
La cattedrale di Gap

- Cattedrale di Gap, costruita tra il 1896 e il 1904 in stile neogotico

## Società

### Evoluzione demografica
Abitanti censiti

### Religione
La città è sede della diocesi di Gap-Embrun, suffraganea dell'arcidiocesi di Marsiglia.

## Cultura

### Istruzione

#### Musei
- Musée départemental, dedicato all'archeologia, al folclore e all'artigianato della regione (ceramiche in particolare)

## Geografia antropica

### Quartieri
La città di Gap è divisa in cinque quartieri:
- Centro città (Centre Ville)
- Beauregard
- Molines
- Fontreyne
- Gap-alta (Haut-Gap)

### Cantoni
Prima della riforma del 2014 la città di Gap era divisa nei seguenti cantoni, oggi soppressi:
- Gap-Campagne
- Gap-Centre
- Gap-Nord-Est
- Gap-Nord-Ovest
- Gap-Sud-Est
- Gap-Sud-Ovest

A seguito della riforma approvata con decreto del 20 febbraio 2014, che ha avuto attuazione dopo le elezioni dipartimentali del 2015, il territorio comunale della città di Gap è suddiviso nei seguenti cantoni:
- Cantone di Gap-1: comprende parte della città di Gap
- Cantone di Gap-2: comprende parte della città di Gap e il comune associato di Romette
- Cantone di Gap-3: comprende parte della città di Gap
- Cantone di Gap-4: comprende parte della città di Gap

## Infrastrutture e trasporti

### Strade
Gap è situata all'intersezione tra la RN 85, che la attraversa in senso nord-sud, e la D994.

### Ferrovie
La città è servita da una propria stazione ferroviaria posta lungo la linea Veynes-Briançon.

## Sport

### Automobilismo
Gap è sede abituale del Rally di Monte Carlo, appuntamento fisso del campionato del mondo rally.

### Corsa in montagna
Gap ha ospitato i Campionati del mondo di corsa in montagna nel 1993.

## Amministrazione

### Gemellaggi
- Pinerolo, dal 1963
- Biancavilla, dal 2010